# Mortes em maio de 2021
Mortes em 2021: ← Janeiro – Fevereiro – Março – Abril – Maio – Junho – Julho – Agosto – Setembro – Outubro – Novembro – Dezembro →
Esta é uma relação de pessoas e animais notáveis que morreram durante o mês de maio de 2021, listando nome, nacionalidade, ocupação e ano de nascimento.

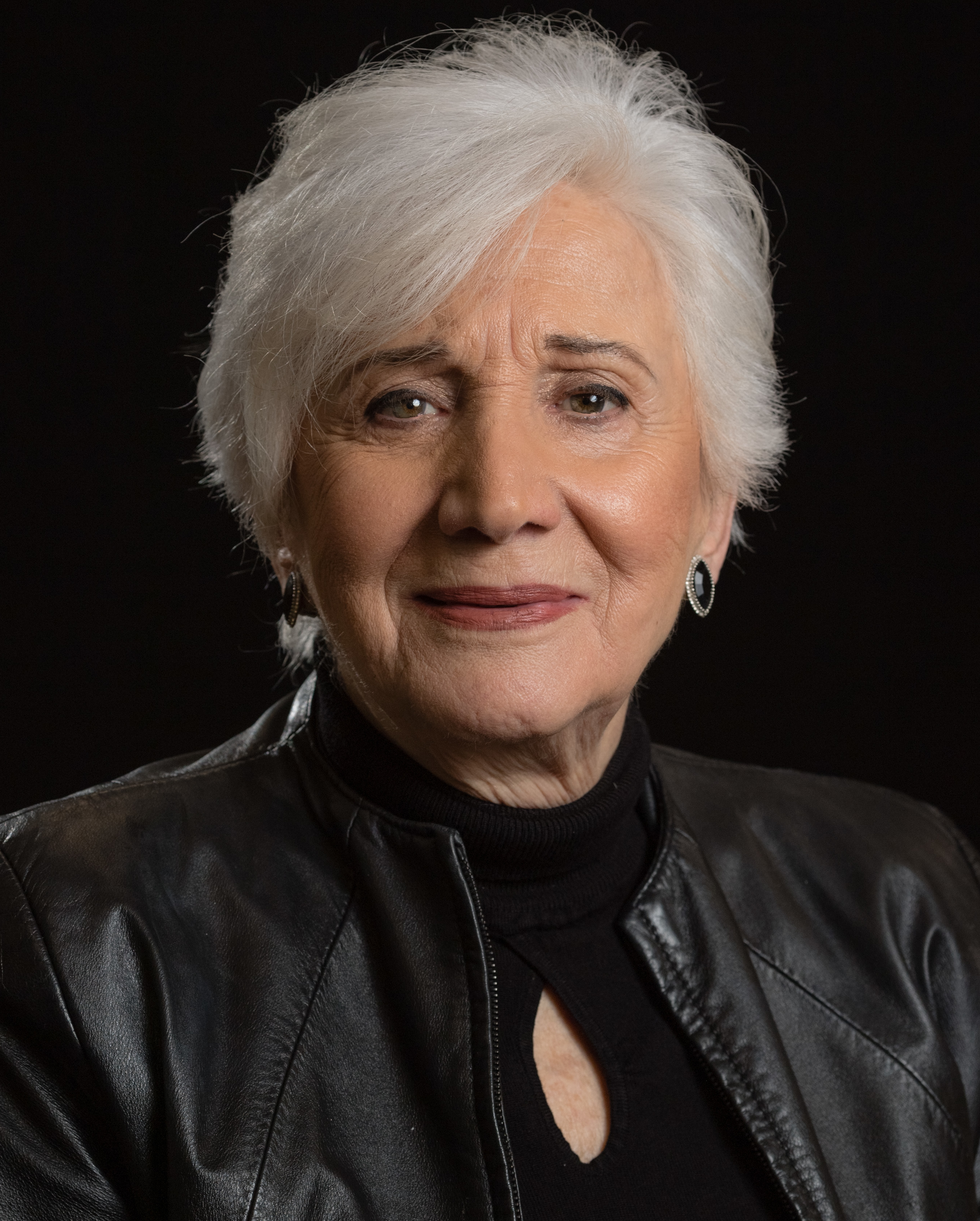
Olympia Dukakis, atriz norte-americana.

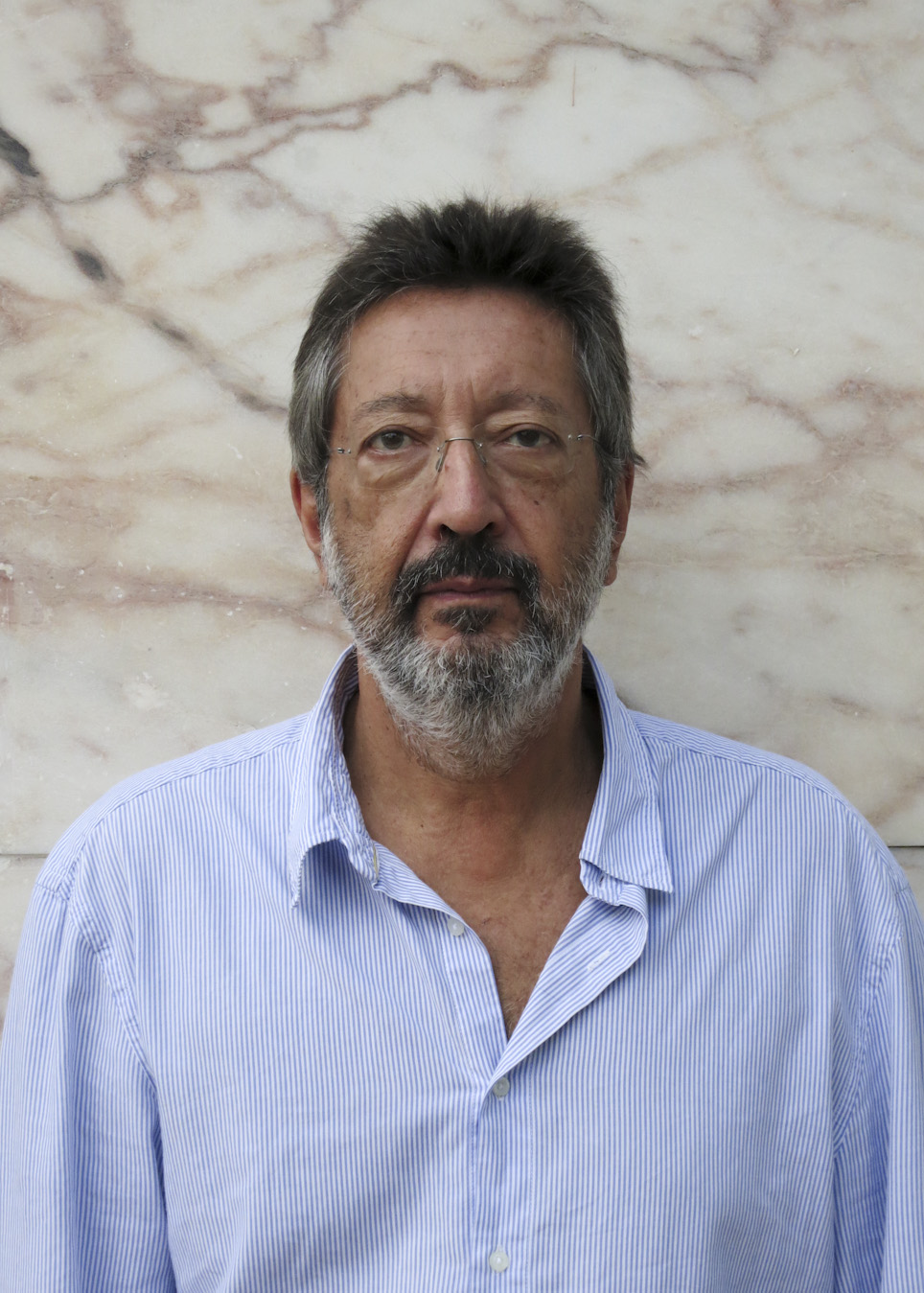
Julião Sarmento, artista plástico português.

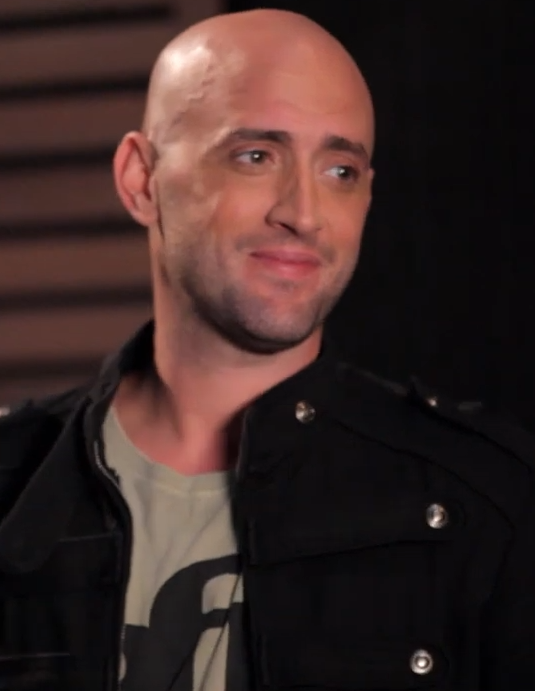
Paulo Gustavo, ator e diretor brasileiro.

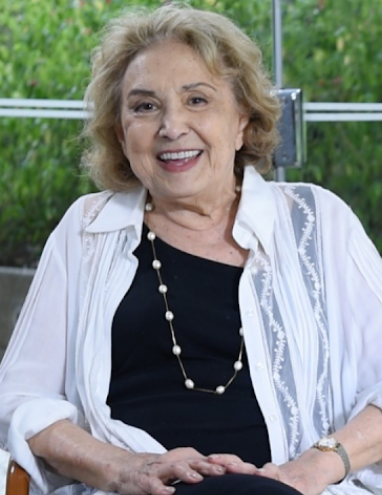
Eva Wilma, atriz brasileira

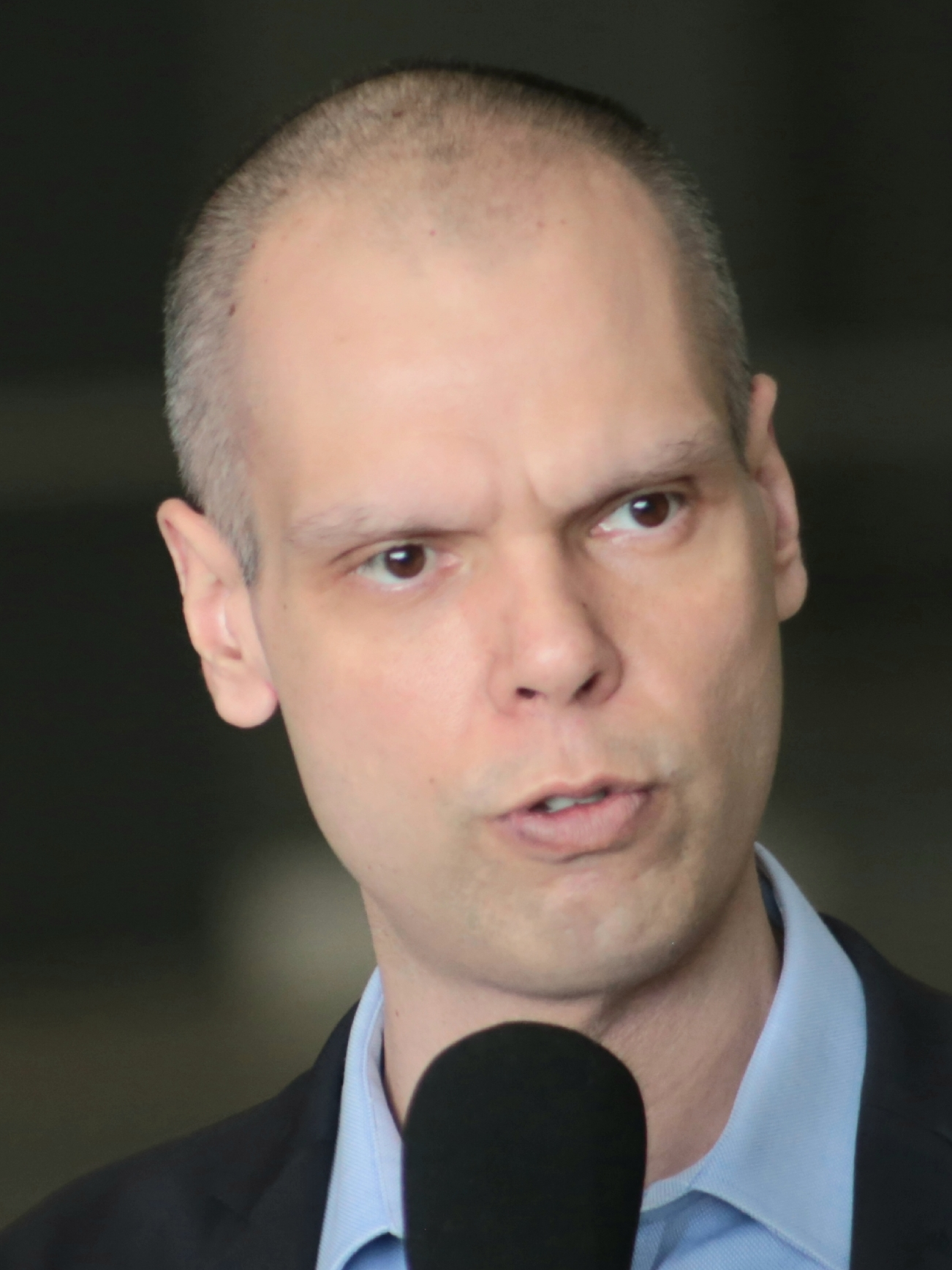
Bruno Covas, político brasileiro.

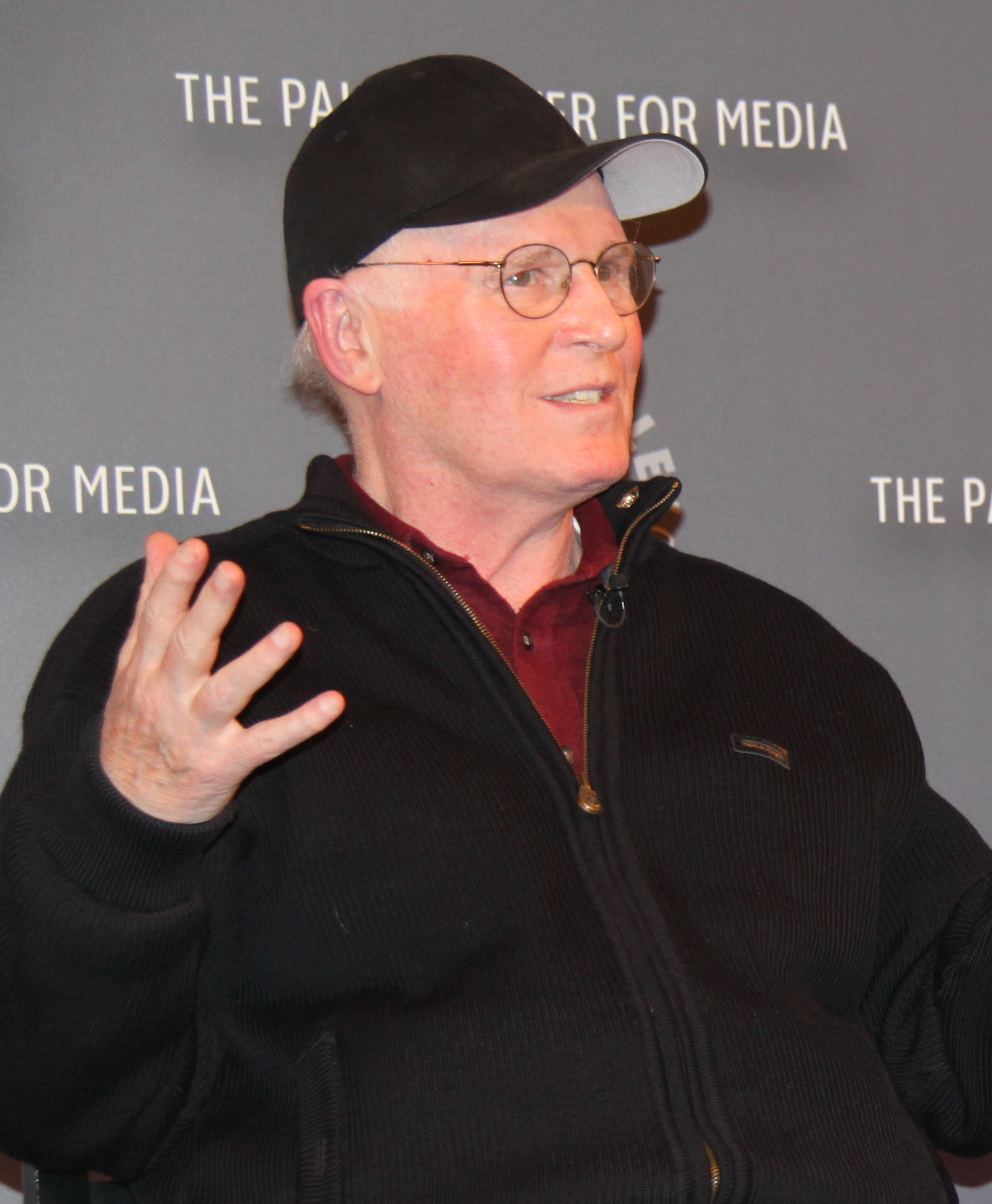
Charles Grodin, ator norte-americano.

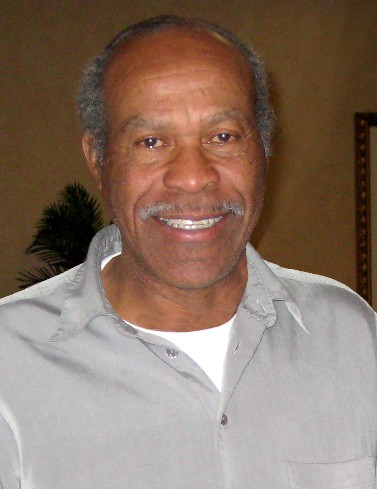
Lee Evans, atleta norte-americano.

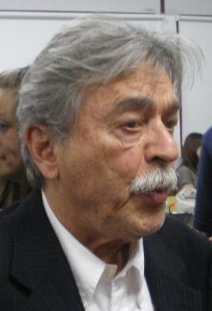
Paulo Mendes da Rocha, arquiteto brasileiro.

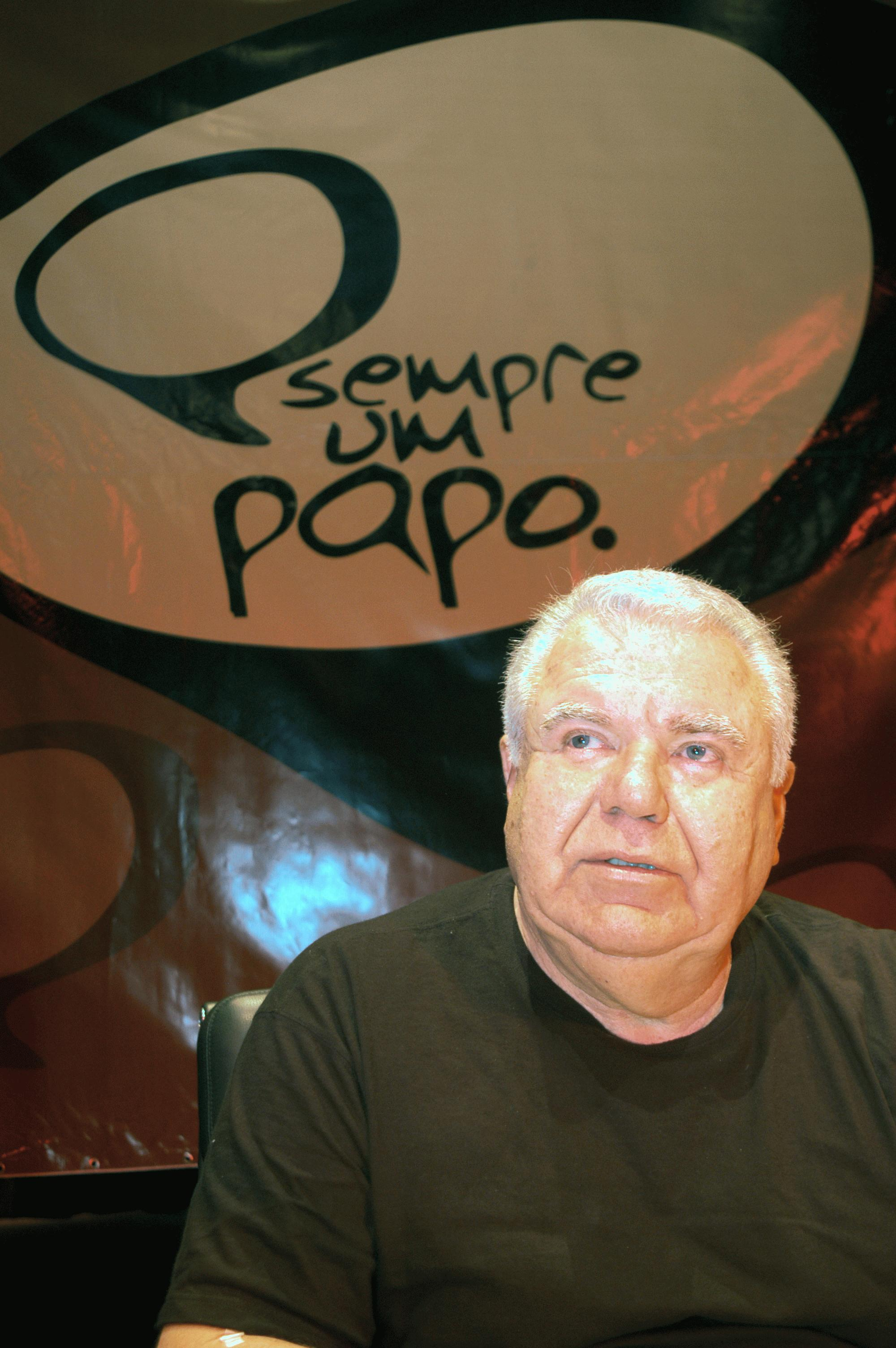
Jaime Lerner, político brasileiro.

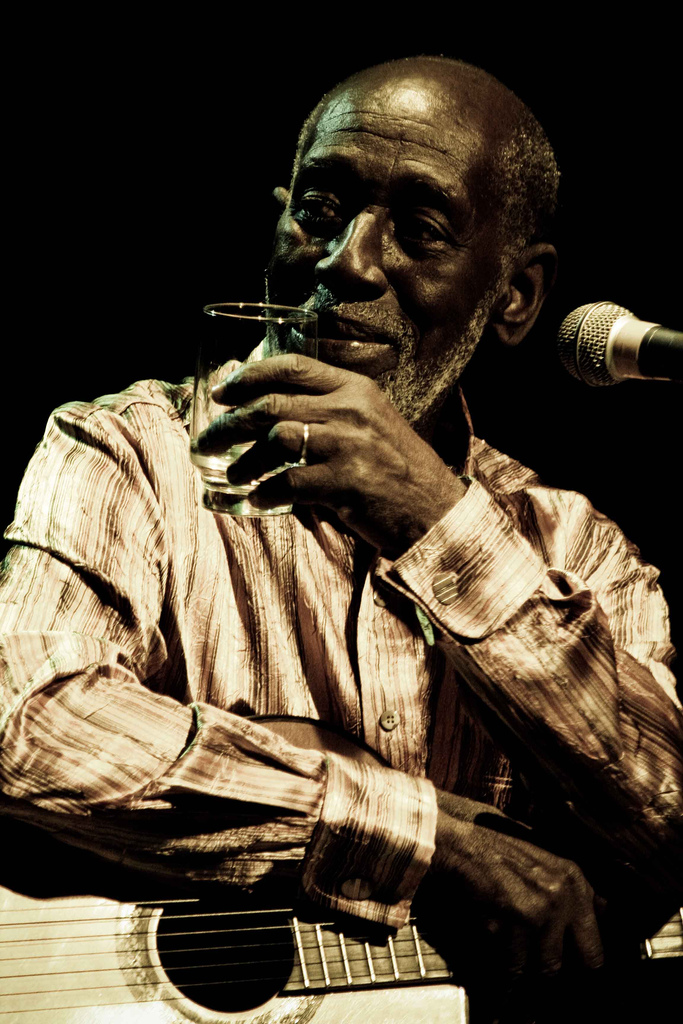
Nelson Sargento, músico, ator e escritor brasileiro.

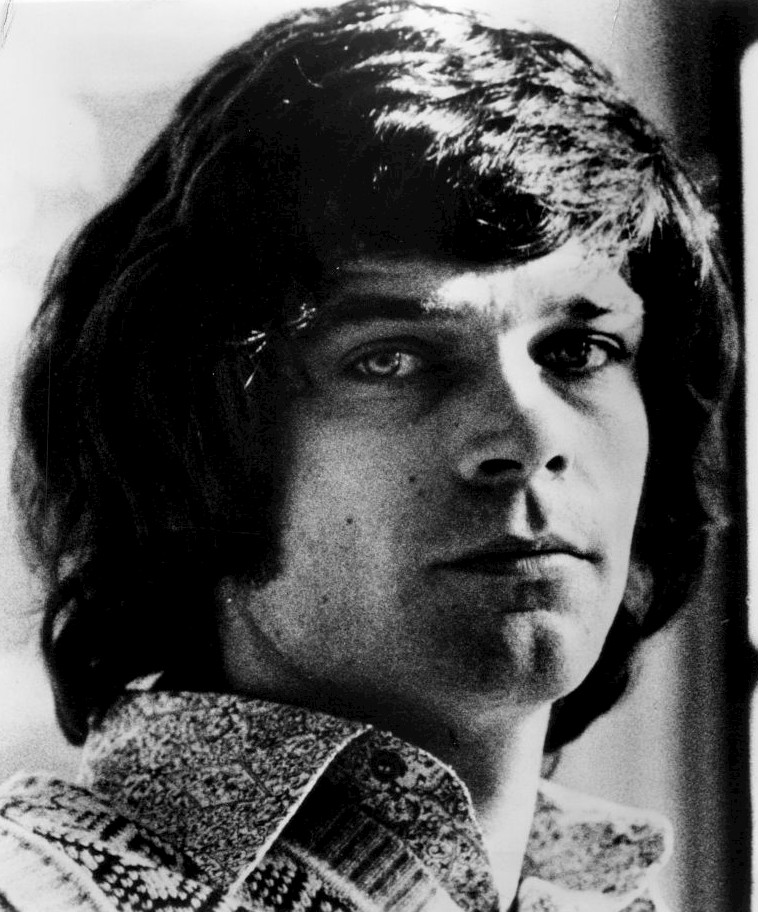
B. J. Thomas, músico norte-americano.

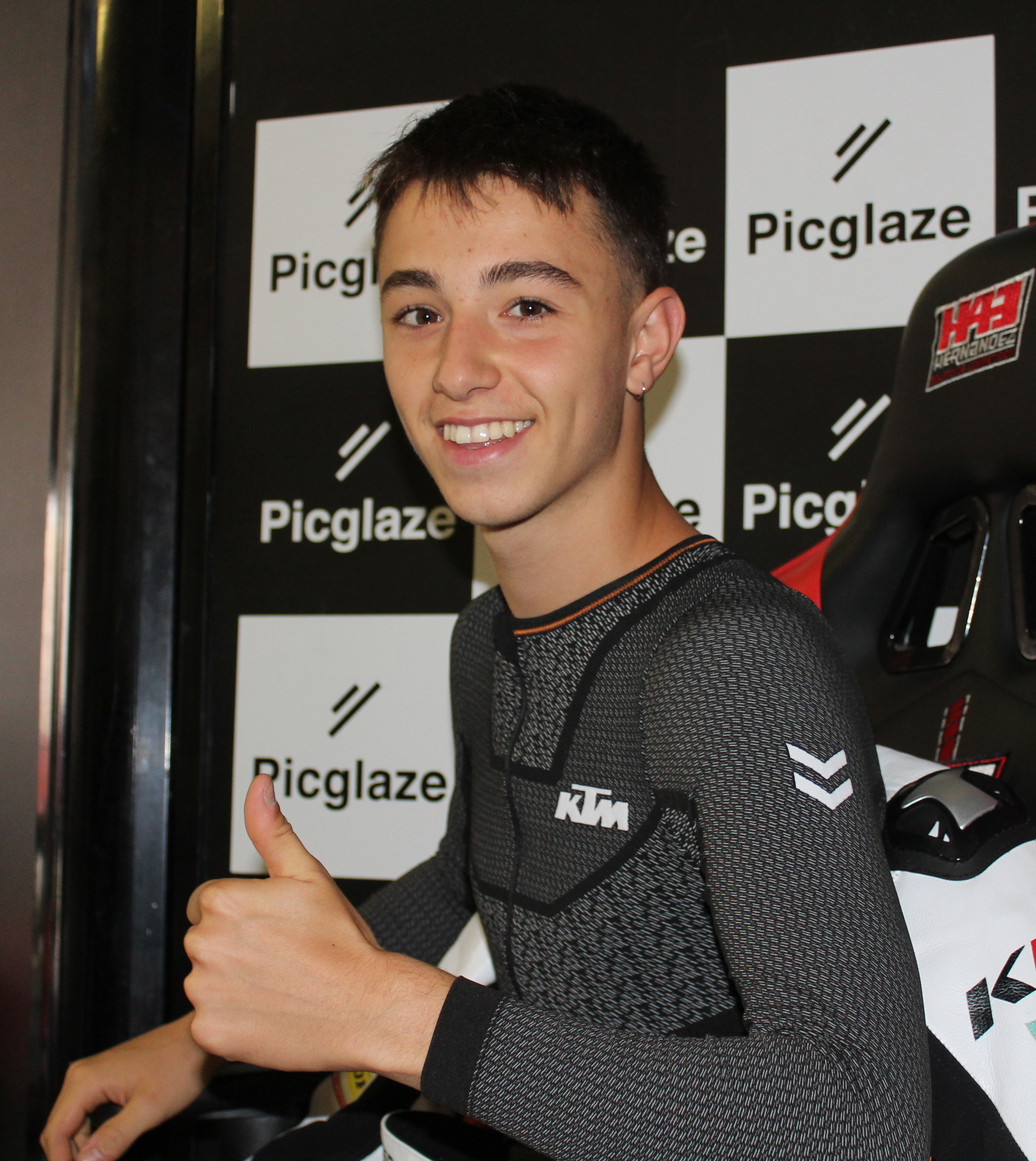
Jason Dupasquier, motociclista suíço

| Dia | Nome                            | Profissão ou motivo de reconhecimento            | Nacionalidade           | Nasc. | Ref         |
| --- | ------------------------------- | ------------------------------------------------ | ----------------------- | ----- | ----------- |
| 1   | Olympia Dukakis                 | Atriz                                            | Estados Unidos          | 1931  | [ 1 ] [ 2 ] |
| 1   | Chuck Darling                   | Basquetebolista                                  | Estados Unidos          | 1930  | [ 3 ]       |
| 1   | Edy Lima                        | Escritora                                        | Brasil                  | 1924  | [ 4 ]       |
| 1   | Geraldo Dantas de Andrade       | Bispo                                            | Brasil                  | 1931  | [ 5 ]       |
| 1   | José Daniel Falla Robles        | Prelado                                          | Colômbia                | 1956  | [ 6 ]       |
| 2   | Bobby Unser                     | Automobilista                                    | Estados Unidos          | 1934  | [ 7 ]       |
| 3   | Rafael Albrecht                 | Futebolista                                      | Argentina               | 1941  | [ 8 ]       |
| 3   | Leôncio Martins Rodrigues       | Sociólogo, pesquisador e professor universitário | Brasil                  | 1934  | [ 9 ]       |
| 4   | Julião Sarmento                 | Artista plástico                                 | Portugal                | 1948  | [ 10 ]      |
| 4   | Aleksandr Saprykin              | Voleibolista                                     | Rússia/ União Soviética | 1946  | [ 11 ]      |
| 4   | Alan McLoughlin                 | Futebolista                                      | Irlanda                 | 1967  | [ 12 ]      |
| 4   | Aloísio Hilário de Pinho        | Bispo                                            | Brasil                  | 1934  | [ 13 ]      |
| 4   | Paulo Gustavo                   | Ator e diretor                                   | Brasil                  | 1978  | [ 14 ]      |
| 4   | Willian Santiago                | Designer                                         | Brasil                  | 1991  | [ 15 ]      |
| 4   | Luciano Modica                  | Político                                         | Itália                  | 1950  | [ 16 ]      |
| 4   | Ali Fazeli Monfared             | Vítima de assassinato                            | Irão                    | 2001  | [ 17 ]      |
| 5   | George Jung                     | Criminoso                                        | Estados Unidos          | 1942  | [ 18 ]      |
| 5   | Cândido Ferreira                | Ator                                             | Portugal                | 1950  | [ 19 ]      |
| 5   | Nuno Monteiro                   | Investigador e professor                         | Portugal                | 1971  | [ 20 ]      |
| 6   | Humberto Maturana               | Biólogo                                          | Chile                   | 1928  | [ 21 ]      |
| 6   | Aleksandar Mandic               | Empresário                                       | Brasil                  | 1954  | [ 22 ]      |
| 6   | Guillermo Murray                | Ator                                             | Argentina/ México       | 1927  | [ 23 ]      |
| 6   | Kentaro Miura                   | Mangaká                                          | Japão                   | 1966  | [ 24 ]      |
| 6   | Lloyd Price                     | Cantor                                           | Estados Unidos          | 1933  | [ 25 ]      |
| 7   | Egor Ligatchov                  | Político                                         | Rússia/ União Soviética | 1920  | [ 26 ]      |
| 7   | Cassiano                        | Cantor e compositor                              | Brasil                  | 1943  | [ 27 ]      |
| 7   | Tawny Kitaen                    | Atriz                                            | Estados Unidos          | 1961  | [ 28 ]      |
| 8   | Raul Danda                      | Político                                         | Angola                  | 1957  | [ 29 ]      |
| 8   | Theodoros Katsanevas            | Político                                         | Grécia                  | 1947  | [ 30 ]      |
| 8   | German Lorca                    | Fotógrafo                                        | Brasil                  | 1922  | [ 31 ]      |
| 8   | Bo                              | Cão do Barack Obama                              | Estados Unidos          | 2008  | [ 32 ]      |
| 8   | Pete du Pont                    | Político                                         | Estados Unidos          | 1935  | [ 33 ]      |
| 8   | Georgi Dimitrov                 | Futebolista                                      | Bulgária                | 1959  | [ 34 ]      |
| 9   | Luís Vagner                     | Músico                                           | Brasil                  | 1948  | [ 35 ]      |
| 10  | Michel Fourniret                | Criminoso                                        | França                  | 1942  | [ 36 ]      |
| 10  | Svante Thuresson                | Músico                                           | Suécia                  | 1937  | [ 37 ]      |
| 11  | Wilfried Peffgen                | Ciclista                                         | Alemanha                | 1942  | [ 38 ]      |
| 11  | Mongol                          | Cantor                                           | Brasil                  | 1957  | [ 39 ]      |
| 12  | César do Canto Machado          | Escritor                                         | Brasil                  | 1951  | [ 40 ]      |
| 12  | Ubiratan D'Ambrosio             | Matemático                                       | Brasil                  | 1932  | [ 41 ]      |
| 13  | Maria João Abreu                | Atriz                                            | Portugal                | 1964  | [ 42 ]      |
| 13  | Carlito Carvalhosa              | Pintor                                           | Brasil                  | 1961  | [ 43 ]      |
| 14  | Jorge Picciani                  | Político                                         | Brasil                  | 1955  | [ 44 ]      |
| 14  | Jaime Garza                     | Ator e escritor                                  | México                  | 1954  | [ 45 ]      |
| 15  | Eva Wilma                       | Atriz                                            | Brasil                  | 1933  | [ 46 ]      |
| 15  | Ivo Luís Knoll                  | Político                                         | Brasil                  | 1929  | [ 47 ]      |
| 15  | Iolanda Braga                   | Atriz e bailarina                                | Brasil                  | 1941  | [ 48 ]      |
| 15  | Valentine Schlegel              | Escultora e artista                              | França                  | 1925  | [ 49 ]      |
| 16  | Bruno Covas                     | Político, prefeito de São Paulo                  | Brasil                  | 1980  | [ 50 ]      |
| 16  | M. S. Narasimhan                | Matemático                                       | Índia                   | 1932  | [ 51 ]      |
| 16  | Rildo da Costa Menezes          | Futebolista e treinador                          | Brasil                  | 1942  | [ 52 ]      |
| 16  | MC Kevin                        | Cantor                                           | Brasil                  | 1998  | [ 53 ]      |
| 17  | Buddy Roemer                    | Político                                         | Estados Unidos          | 1943  | [ 54 ]      |
| 17  | Casildo Maldaner                | Político, ex-governador de Santa Catarina        | Brasil                  | 1942  | [ 55 ]      |
| 18  | Franco Battiato                 | Músico                                           | Itália                  | 1945  | [ 56 ]      |
| 18  | Charles Grodin                  | Ator                                             | Estados Unidos          | 1935  | [ 57 ]      |
| 18  | Farida Rahman                   | Política                                         | Bangladesh              | 1945  | [ 58 ]      |
| 19  | Paul Mooney                     | Ator e roteirista                                | Estados Unidos          | 1941  | [ 59 ]      |
| 19  | Lee Evans                       | Atleta                                           | Estados Unidos          | 1947  | [ 60 ]      |
| 19  | Guillermo Sepúlveda             | Futebolista                                      | México                  | 1934  | [ 61 ]      |
| 20  | Sándor Puhl                     | Árbitro de futebol                               | Hungria                 | 1955  | [ 62 ]      |
| 22  | Jorge Larrañaga                 | Político                                         | Uruguai                 | 1956  | [ 63 ]      |
| 22  | André Ribeiro                   | Automobilista                                    | Brasil                  | 1966  | [ 64 ]      |
| 22  | Edminas Bagdonas                | Político e diplomata                             | Lituânia                | 1963  | [ 65 ]      |
| 22  | Yuan Longping                   | Agrônomo                                         | China                   | 1930  | [ 66 ]      |
| 23  | Paulo Mendes da Rocha           | Arquiteto                                        | Brasil                  | 1928  | [ 67 ]      |
| 23  | Luiz Gonzaga Paes Landim        | Político                                         | Brasil                  | 1941  | [ 68 ]      |
| 23  | Max Mosley                      | Dirigente esportivo                              | Reino Unido             | 1940  | [ 69 ]      |
| 24  | Cabo Almi                       | Político                                         | Brasil                  | 1962  | [ 70 ]      |
| 24  | Milan Puzrla                    | Ciclista                                         | Tchecoslováquia         | 1946  | [ 71 ]      |
| 25  | John Warner                     | Político                                         | Estados Unidos          | 1927  | [ 72 ]      |
| 25  | Gregório Pedro XX Gabroyan      | Patriarca                                        | Síria                   | 1934  | [ 73 ]      |
| 25  | Carlos Sussekind                | Escritor                                         | Brasil                  | 1933  | [ 74 ]      |
| 25  | Tomás George da Conceição Silva | Militar                                          | Portugal                | 1933  | [ 75 ]      |
| 26  | Tarcisio Burgnich               | Futebolista                                      | Itália                  | 1939  | [ 76 ]      |
| 26  | Kevin Alexander Clark           | Músico e ator                                    | Estados Unidos          | 1988  | [ 77 ]      |
| 27  | Jaime Lerner                    | Arquiteto e político                             | Brasil                  | 1937  | [ 78 ]      |
| 27  | Nelson Sargento                 | Músico, ator e escritor                          | Brasil                  | 1924  | [ 79 ]      |
| 27  | Ilton Chaves                    | Futebolista e treinador                          | Brasil                  | 1937  | [ 80 ]      |
| 27  | Cornelis de Jager               | Astrônomo                                        | Países Baixos           | 1921  | [ 81 ]      |
| 27  | Poul Schlüter                   | Político                                         | Dinamarca               | 1929  | [ 82 ]      |
| 28  | Mark Eaton                      | Basquetebolista                                  | Estados Unidos          | 1957  | [ 83 ]      |
| 29  | Cornelius Sim                   | Cardeal                                          | Brunei                  | 1951  | [ 84 ]      |
| 29  | Milton Coelho da Graça          | Jornalista                                       | Brasil                  | 1930  | [ 85 ]      |
| 29  | Gavin MacLeod                   | Ator                                             | Estados Unidos          | 1931  | [ 86 ]      |
| 29  | B. J. Thomas                    | Músico                                           | Estados Unidos          | 1942  | [ 87 ]      |
| 29  | Fábio Campana                   | Jornalista e escritor                            | Brasil                  | 1947  | [ 88 ]      |
| 29  | Camilo Cola                     | Empresário e político                            | Brasil                  | 1923  | [ 89 ]      |
| 29  | Maurice Capovilla               | Ator e cineasta                                  | Brasil                  | 1936  | [ 90 ]      |
| 30  | Jason Dupasquier                | Motociclista                                     | Suíça                   | 2001  | [ 91 ]      |
| 30  | Dominguinhos do Estácio         | Cantor e compositor                              | Brasil                  | 1941  | [ 92 ]      |
| 30  | Firmino de Itapoan              | Cantor e compositor                              | Brasil                  | 1943  | [ 93 ]      |
| 31  | Januário de Oliveira            | Narrador esportivo                               | Brasil                  | 1940  | [ 94 ]      |
| 31  | Sérgio Mascarenhas de Oliveira  | Físico                                           | Brasil                  | 1928  | [ 95 ]      |